# Rick e Mac McDonald
I fratelli 
Richard James McDonald (Manchester, 16 febbraio 1909 – Bedford, 14 luglio 1998) e  
Maurice James McDonald (Manchester, 26 novembre 1902 – Riverside, 11 dicembre 1971), noti come Rick e Mac McDonald, sono stati i pionieri del fast food americano, fondando il primo ristorante McDonald's a San Bernardino, in California, nel 1940.

## Biografia
Originari dell'Irlanda, hanno dimostrato la propria ascendenza irlandese fino ai loro bisnonni. Nel 1937 il loro padre Patrick James McDonald, e la madre Margarete Anna Curran aprono il ristorante The Airdrome a Huntington Drive, sulla U.S. Route 66, vicino all'aeroporto di Monrovia, in California. Nel 1940 l'intero ristorante venne trasferito più a est, verso San Bernardino, e venne ribattezzato McDonald's Bar-B-Q, dando vita a una delle più popolari catene di ristoranti pubblici nel mondo.
Nel 1954 i fratelli McDonald si associarono in affari con Ray Kroc. Rick e Mac avrebbero voluto limitare l'azienda a un piccolo numero di ristoranti strategicamente posizionati, ma questo progetto era in conflitto con il piano di Kroc di allargare il giro d'affari. Alla fine prevalsero le idee di Ray Kroc che rilevò anche le quote dei fratelli per la cifra di 2,7 milioni di dollari.

### Morte
Maurice McDonald morì a causa di un infarto a Riverside, in California, l'11 dicembre 1971, all'età di 69 anni. Fu sepolto nel Desert Memorial Park, a Cathedral City, in California.
Richard McDonald morì a Bedford, il 14 luglio 1998, all'età di 89 anni e fu sepolto vicino al Mount Calvary Cemetery nella sua città natale, Manchester. Poco dopo, anche sua moglie Dorothy si spense.

## Filmografia
Nel film biografico The Founder del 2016, incentrato su Ray Kroc e sui fratelli McDonald, Richard è interpretato da Nick Offerman mentre Maurice viene interpretato da John Carroll Lynch.